# 4895 Embla
4895 Embla (1986 TK4) là một tiểu hành tinh vành đai chính được phát hiện ngày 13 tháng 10 năm 1986 bởi Jensen, P. ở Brorfelde.